# Worakls

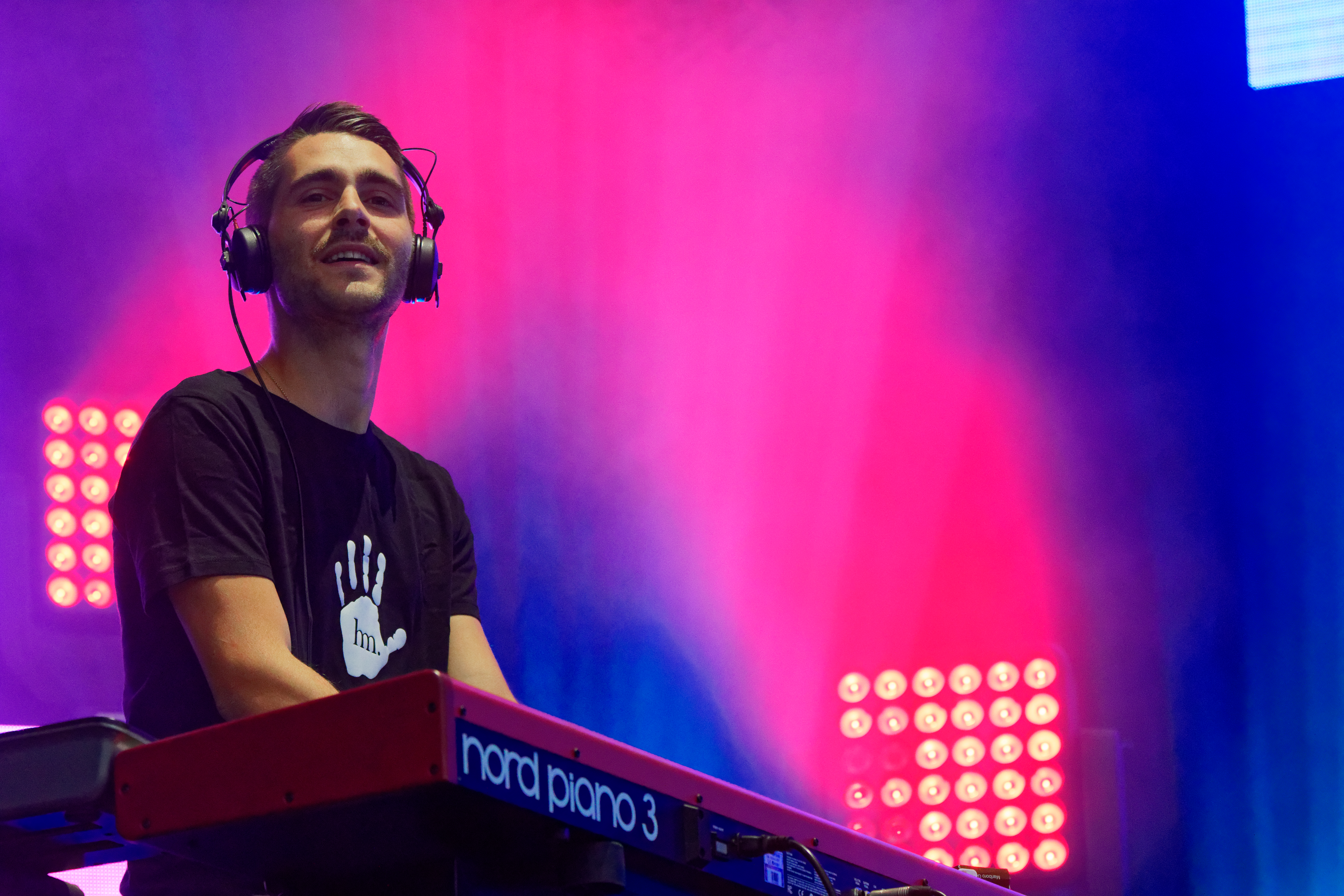
Worakls, 2018

Worakls (* 28. September 1988 in Paris; bürgerlich Kevin Rodrigues) ist ein französischer DJ und Musikproduzent elektronischer Tanzmusik. Er produziert überwiegend Musik der Genres Minimal Techno, Tech House und Deep House.

## Karriere
Kevin Rodrigues lernte bereits mit drei Jahren Klavier. Er hat väterlicherseits portugiesische Wurzeln, was ihn u.a zu dem Track „Porto“ inspirierte. Nachdem er später die Musikschule abgeschlossen hatte, begann er, inspiriert durch einen live Auftritt von Eric Prydz, sich mit elektronischer Tanzmusik auseinanderzusetzen.
Das Billboard-Magazin beschrieb ihn im Februar 2015 als einen der „aufstrebendsten DJs“ aus Frankreich.
Er stand beim Independent-Label Hungry Music aus Aix-en-Provence unter Vertrag, welches von ihm selbst, dem DJ N'to und Joachim Pastor im Jahr 2013 gegründet wurde. Inzwischen hat er sein eigenes Label namens „Sonate“ gegründet.

## Diskografie (Auswahl)

### Alben
| Jahr | Titel     | Höchstplatzierung, Gesamtwochen, AuszeichnungChartplatzierungen (Jahr, Titel, Platzierungen, Wochen, Auszeichnungen, Anmerkungen) | Höchstplatzierung, Gesamtwochen, AuszeichnungChartplatzierungen (Jahr, Titel, Platzierungen, Wochen, Auszeichnungen, Anmerkungen) | Anmerkungen                        |
| Jahr | Titel     | FR | BEW | Anmerkungen                        |
| ---- | --------- | --- | --- | ---------------------------------- |
| 2019 | Orchestra | FR149 (1 Wo.)FR | BEW186 (1 Wo.)BEW | Erstveröffentlichung: 8. März 2019 |

### Singles
| Jahr | Titel Album | Höchstplatzierung, Gesamtwochen, AuszeichnungChartplatzierungen (Jahr, Titel, Album, Platzierungen, Wochen, Auszeichnungen, Anmerkungen) | Höchstplatzierung, Gesamtwochen, AuszeichnungChartplatzierungen (Jahr, Titel, Album, Platzierungen, Wochen, Auszeichnungen, Anmerkungen) | Anmerkungen                         |
| Jahr | Titel Album | FR | BEW | Anmerkungen                         |
| ---- | ----------- | --- | --- | ----------------------------------- |
| 2014 | Porto       | FR55 Platin · (20 Wo.)FR | — | Erstveröffentlichung: 21. Juni 2014 |

Weitere Singles
- 2014: Salzburg
- 2015: Adagio for Square
- 2015: Question Réponse/From Now On
- 2016: Mellotron
- 2017: Nocturne
- 2017: Sanctis